# Hermes Palomino
Hermes Manuel Palomino Fariñes (Caracas, 4 marzo 1988) è un calciatore venezuelano, attaccante del GV Maracay.